# Rudakijev park
Rudakijev park (tadžiško Боғи Рӯдакӣ, latinizirano: Bogi Rudaki, dob. 'Park Rudaki') je mestni park v osrednjem delu levega brega mesta Dušanbeja.

## Značilnost
Rudakijev park je v samem središču Dušanbeja, v okrožju Ismoili Somoni in je s svojo vzhodno stranjo obrnjen na glavno ulico mesta - avenijo Rudaki, z južne strani pa je obrnjen proti Palači naroda. Park obsega 8 hektarjev. V povezavi z glavnim načrtom za obnovo mesta se je leta 2007 začela rekonstrukcija celotnega nekdanjega Leninovega parka, ki se je preimenoval v Bogovi Rudakija (Rudakijev park). Osrednja zelena aleja mestnega parka poteka do glavnega pročelja Palače naroda. Kompozicijski poudarek celotnega parka je monumentalni kiparski spomenik, posvečen 1150. obletnici Rudakija.
Rudakijev park ima 1840 okrasnih dreves, 4105 kvadratnih metrov drevoredov, 8661 kvadratnih metrov zelenic in 42.667 kvadratnih metrov poti in cest. V središču vrta je postavljen kip glavnega avtorja perzijsko-tadžikistanske klasične literature Ustada Rudakija, ob vznožju katerega potekajo umetniške predstave, srečanja in srečanja z učenjaki in strokovnjaki. V vrtu iz smeri avenije Rudaki je zgrajenih 41 ribnikov in fontan, ki s svojimi pisanimi žarki dodajajo lepoto.

## Zgodovina
Park je bil zgrajen leta 1933 po projektu leningrajskih mestnih arhitektov M. Baranova in N. Baranova. V središču parka je bila nameščena kopija skulpture V. I. Lenina (bronasta kopija spomenika V. I. Lenina na Inštitutu Smolni v Leningradu, pripeljana v Dušanbe). V sovjetskih časih se je mestni vrt imenoval Park kulture in prostega časa po imenu V.I. Lenin. Iz osrednje aleje so vodile poti do različnih rekreacijskih območij, atrakcij, fontan in športnega igrišča, ki so jih v času Sovjetske zveze spremenili. V 1970-ih se je v severnem delu parka zgradila dvonadstropna čajnica Farogat (porušena v zgodnjih 2000-ih).
Leta 1994 so ga poimenovali Centralni park kulture in zabave, leta 2008 pa so ga poimenovali Rudakijev park. Od prvih dni ustanovitve ima park čitalnico, krožek mladih tehnikov, športno dvorano, letni kino, športna igrišča za odbojko, košarko, nogomet, rokoborbo itd. Ob tem so se na vrtu predstavile dramske, pevske, glasbene in plesne skupine. Imel je poletno gledališče, na odru katerega so nastopale umetniške skupine iz prestolnice, regij, Državne filharmonije Tadžikistana in drugih. republike Sovjetske zveze so koncertirale; znanstveniki in znane osebnosti srečali z ljudmi. Do leta 2008 je park obsegal 7,5 ha. Leta 2008 je bil popolnoma prenovljen in spremenjen v zeleno in prijetno letovišče. 
Po rekonstrukciji leta 2007 je park popolnoma spremenil svojo podobo.